# Anapisona ashmolei
Espèce
Anapisona ashmolei est une espèce d'araignées aranéomorphes de la famille des Anapidae.

## Distribution
Cette espèce est endémique de la province de Morona-Santiago en Équateur,. Elle se rencontre dans la grotte Cueva de los Tayos.

## Description
Le mâle holotype mesure 1,98 mm et la femelle paratype 1,94 mm.

## Étymologie
Cette espèce est nommée en l'honneur de Nelson Philip Ashmole.

## Publication originale
- Platnick & Shadab, 1979 : A review of the spider genera Anapisona and Pseudanapis (Araneae, Anapidae). American Museum Novitates, no 2672, p. 1-20 (texte intégral).